# Eupithecia invenusta
Eupithecia invenusta là một loài bướm đêm trong họ Geometridae.